# ديريك ساندرسون
ديريك ساندرسون (بالإنجليزية: Derek Sanderson)‏ هو لاعب كرة قدم أمريكي في مركز الوسط، ولد في 14 ديسمبر 1963 في سان خوسيه في الولايات المتحدة. شارك مع منتخب الولايات المتحدة تحت 20 سنة لكرة القدم. أما مع النوادي، فقد لعب مع تامبا باي راوديز وسان خوزيه إيرث كويكس وميلواكي وايف.

## وصلات خارجية
- ديريك ساندرسون على موقع الاتحاد الدولي (مؤرشف)  (الإنجليزية)